# Guguan
Guguan est une île volcanique des îles Mariannes du Nord. Elle contient deux volcans dont l'un est encore actif.